# IL Koll
IL Koll (lub Koll Volleyball) – norweski klub siatkarski z siedzibą w Oslo. Założony został w 1986 roku jako jedna z sekcji wielosekcyjnego klubu IL Koll. Męska drużyna zadebiutowała w najwyższej klasie rozgrywkowej – Eliteserien – w sezonie 1998/1999. Dwukrotnie została mistrzem najwyższej klasy rozgrywkowej (2022, 2024) oraz dwukrotnie zdobyła mistrzostwo, a zarazem Puchar Norwegii (2024, 2025).
IL Koll swoje mecze rozgrywa w Kringsjåhallen w Oslo.

## Historia
IL Koll założony został w 1940 roku. Sekcja siatkarska w ramach klubu utworzona została w 1986 roku. Obecnie posiada ona własną administrację, zarząd oraz budżet. Od 1997 roku siatkarska drużyna swoje mecze domowe rozgrywa w Kringsjåhallen w Oslo.
W sezonie 1998/1999 męska drużyna zadebiutowała w najwyższej klasie rozgrywkowej – Eliteserien. Po jednym sezonie jednak spadła do niższej ligi. Do Eliteserien ponownie powróciła w sezonie 2010/2011. W sezonie 2021/2022 została mistrzem ligowym i doszła do finału krajowego pucharu, w którym przegrała z klubem TIF Viking Bergen. W sezonie 2023/2024 po raz pierwszy zdobyła krajowy puchar, zostając jednocześnie mistrzem Norwegii.
IL Koll dwukrotnie uczestniczył w Klubowych Mistrzostwach Krajów Nordyckich: w sezonach 2011/2012 oraz 2012/2013.

## Bilans sezonów
Bilans sezonów od sezonu 2002/2003.
| Sezon                                 | Rozgrywki ligowe | Rozgrywki ligowe | Puchar Norwegii |
| Sezon                                 | Poziom           | Miejsce          | Puchar Norwegii |
| ------------------------------------- | ---------------- | ---------------- | --------------- |
| 2002/2003                             | 1. divisjon      | 1/12             | 1/8 finału      |
| 2003/2004                             | 1. divisjon      | 2/12             | 1/8 finału      |
| 2004/2005                             | 1. divisjon      | 2/10             | półfinał        |
| 2005/2006                             | 1. divisjon      | 1/13             | 1/8 finału      |
| 2006/2007                             | 1. divisjon      | 9/15             | 1/8 finału      |
| 2007/2008                             | 1. divisjon      | brak danych      | brak danych     |
| 2008/2009                             | 1. divisjon      | brak danych      | brak danych     |
| 2009/2010                             | 1. divisjon      | brak danych      | brak danych     |
| 2010/2011                             | Eliteserien      | 4/7              | ćwierćfinał     |
| 2011/2012                             | Eliteserien      | 4/7              | ćwierćfinał     |
| 2012/2013                             | Eliteserien      | 8/8              | półfinał        |
| 2013/2014                             | Mizunoligaen     | 5/8              | półfinał        |
| 2014/2015                             | Mizunoligaen     | 7/7              | półfinał        |
| 2015/2016                             | Mizunoligaen     | 6/7              | ćwierćfinał     |
| 2016/2017                             | Mizunoligaen     | 6/7              | ćwierćfinał     |
| 2017/2018                             | Mizunoligaen     | 5/8              | ćwierćfinał     |
| 2018/2019                             | Mizunoligaen     | 3/8              | półfinał        |
| 2019/2020                             | Mizunoligaen     | 2/9              | półfinał        |
| 2020/2021                             | Mizunoligaen     | —                | półfinał        |
| 2021/2022                             | Mizunoligaen     | 1/9              | finał           |
| 2022/2023                             | Mizunoligaen     | 2/9              | półfinał        |
| 2023/2024                             | Mizunoligaen     | 1/9              | 1. miejsce      |
| 2024/2025                             | Mizunoligaen     | 2/8              | 1. miejsce      |
| Legenda: pierwszy poziom drugi poziom |                  |                  |                 |

## Osiągnięcia
Mistrzostwa i Puchar Norwegii:
- 1. miejsce (2x): 2024, 2025
- 2. miejsce (1x): 2022

Mistrzostwa ligowe:
- 1. miejsce (2x): 2022, 2024
- 2. miejsce (3x): 2020, 2023, 2025
- 3. miejsce (1x): 2019

## Udział w europejskich pucharach
IL Koll nigdy nie brał udziału w europejskich pucharach.